# Prinsentuin (Groningen)
De Prinsentuin (ook wel de Prinsenhoftuin genoemd) is een renaissance binnentuin in de binnenstad van Groningen. Deze ligt achter het Prinsenhof, een gebouw uit de 15e eeuw. De tuin werd in 1626 aangelegd in opdracht van Ernst Casimir van Nassau-Dietz  en zijn vrouw Sophia Hedwig van Brunswijk-Wolfenbüttel. Het ernaast gelegen Prinsenhof was  vanaf 1594 de plaatselijke residentie van de Prinsen van Nassau.
De tuin bestaat onder andere uit een rozentuin, een kruidentuin en een gedeelte met berceaus. In een van de vijf perken van de tuin zijn buxushagen aangeplant in de vorm van gekroonde letters W en A, de beginletters van Willem Frederik en Albertine Agnes. De tuin is aan de kant van de Turfsingel afgesloten door middel van een hoge muur. Aan één zijde is nog een stukje van het blauwe muurtje te zien, dat ooit weer boven op deze muur stond. Het blauwe muurtje, dat in de Franse tijd is aangebracht, moest voorkomen dat men drank over de muur gooide toen de Prinsenhof een militair hospitaal was. Vanaf de 19e eeuw raakte de tuin in verval en veranderde hij langzaam in een plein. Na verloop van tijd kwam er een lijkenhuis en stallen voor de Koninklijke Marechaussee.
Aan de hand van de kaart van Haubois, een stadskaart van Egbert Haubois uit 1634, reconstrueerde E.A. Canneman van de Rijksdienst voor de Monumentenzorg de oorspronkelijke opzet van de tuin. Van de zes oorspronkelijke perken kon er een, dat beplant was geweest met fruitbomen, niet meer hersteld worden, omdat het kantongerecht daar in 1911 gebouwd was. Ook werden er planten en stijlmiddelen gebruikt die niet zeventiende-eeuws waren, dus een renaissancetuin is het strikt genomen niet. Van 1935 tot 1938 werd er gewerkt aan de vernieuwing, en in 1939 werd de tuin geopend.

## De zonnewijzer

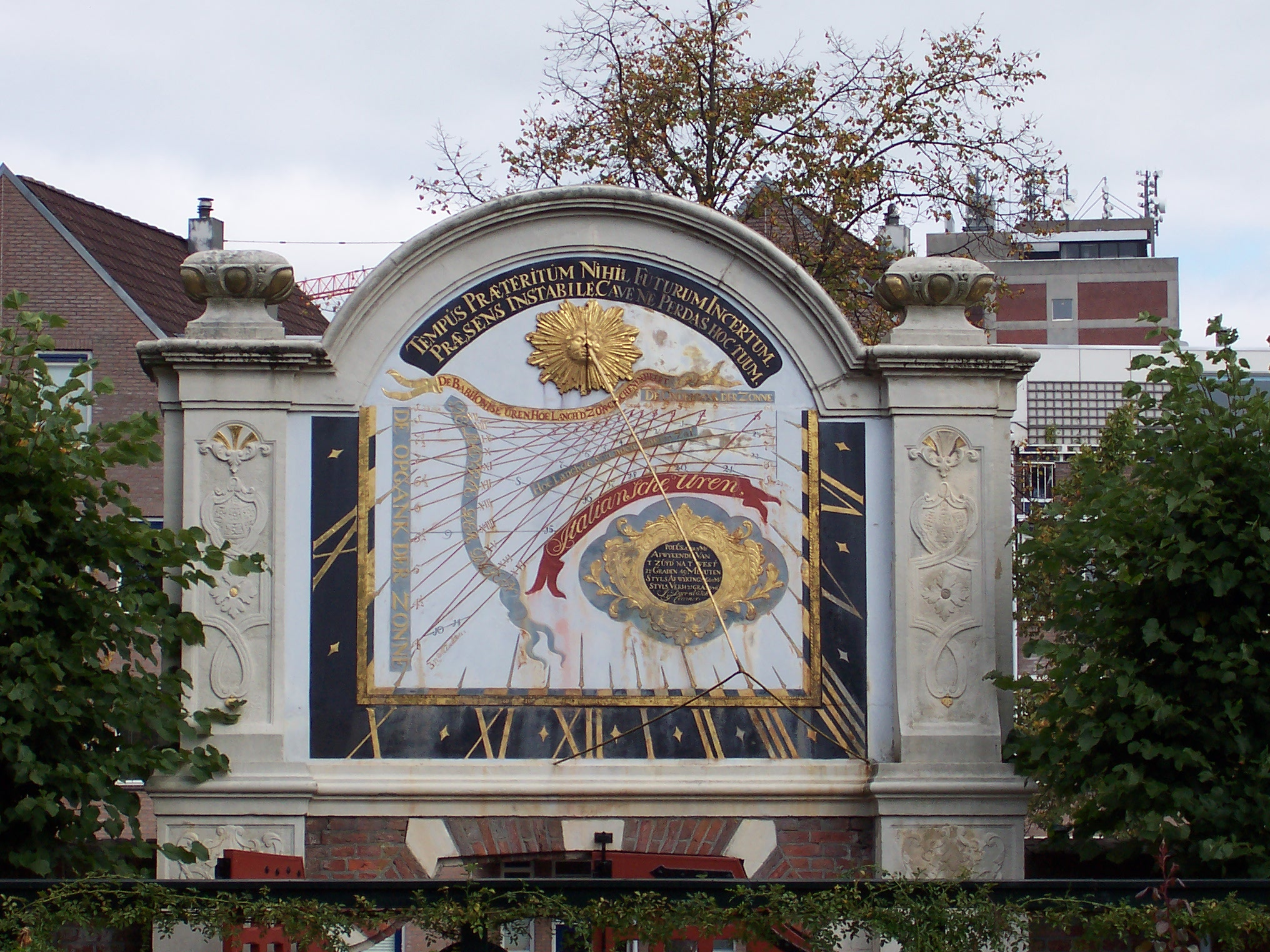
De zonnewijzer van de Prinsentuin

In de muur aan de Turfsingel bevindt zich de uit 1731 daterende Zonnewijzerpoort, die in 1953 werd hersteld. De poort ontleent zijn naam aan de zonnewijzer die erboven is aangebracht.
Boven de zonnewijzer staat een Latijnse tekst. De woorden Tempus Præteritum Nihil Futurum Incertum. Præsens Instabile. Cave Ne Perdas Hoc Tuum wat kan worden vertaald als: De vergane tijd is niets, de toekomende onzeker, de huidige wankel. Zorg dat je die van jou niet verspilt. De poolstijl, de staaf die vanuit de afgebeelde zon naar voren steekt, werpt zijn schaduw op de verschillende tijden die op de zonnewijzer afgelezen worden.
Op de buitenste rand van de zonnewijzer is de plaatselijke tijd te zien. Deze plaatselijke tijd werd aangehouden tot midden negentiende eeuw. Hierna werd de tijd in heel Nederland gelijkgetrokken. De Romeinse cijfers geven de hele uren aan en de omlijsting met kleine cijfers de minuten. Als de zon op z'n hoogste punt staat is het twaalf uur. De plaatselijke tijd loopt gemiddeld 34 minuten voor op de Midden-Europese tijd. In november loopt deze 18 minuten voor en in februari 54 minuten. Tijdens de zomertijd komt hier nog een uur bij.
In de poolstijl zit een verdikking. De schaduw hiervan valt op een aantal goudkleurige lijnen die de lengte van de dagen aangeeft. De rode lijnen geven aan hoelang de zon geschenen heeft. Dit zijn de Babylonische uren, waarbij de tijd gemeten wordt vanaf zonsopkomst. De zwarte lijnen geven de Italiaanse uren aan. Deze telling geeft het aantal uren vanaf zonsondergang aan.

## Theeschenkerij
In de tuin bevindt zich een theeschenkerij die van 1 april tot 1 oktober bij mooi weer geopend is. 

## Evenementen
Jaarlijks wordt het evenement Dichters in de Prinsentuin gehouden waarbij bekende en onbekende dichters hun werk voorlezen in de open lucht.

## Galerij

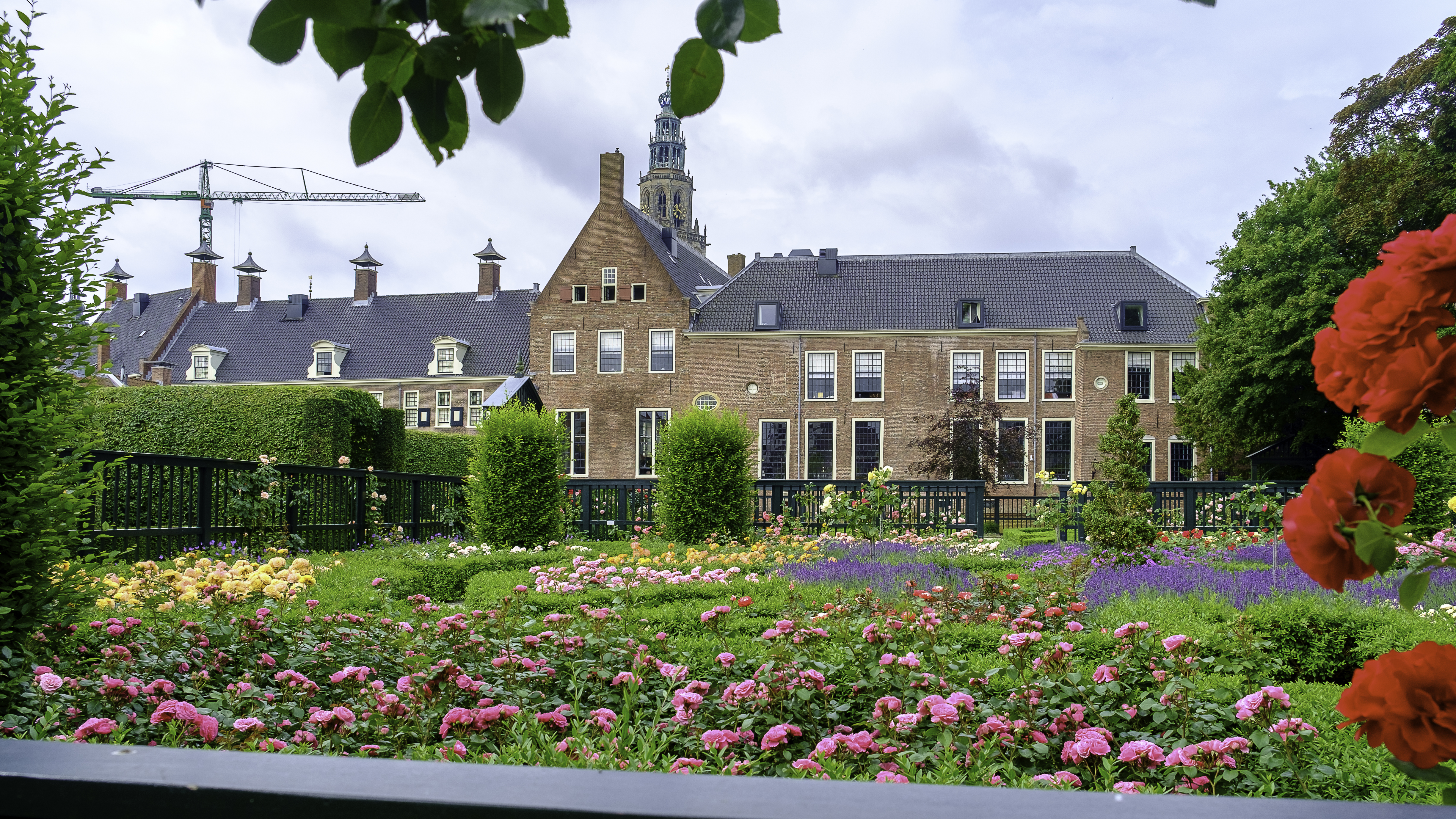
Prinsentuin in bloei met het Prinsenhof op de achtergrond
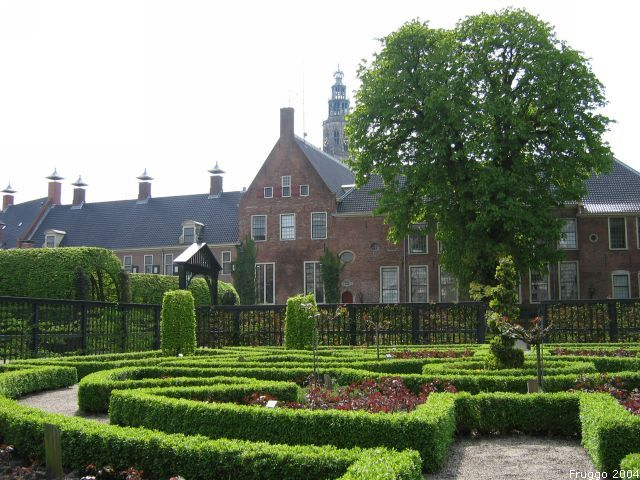
Detail van de Prinsentuin - links zichtbaar: berceaus
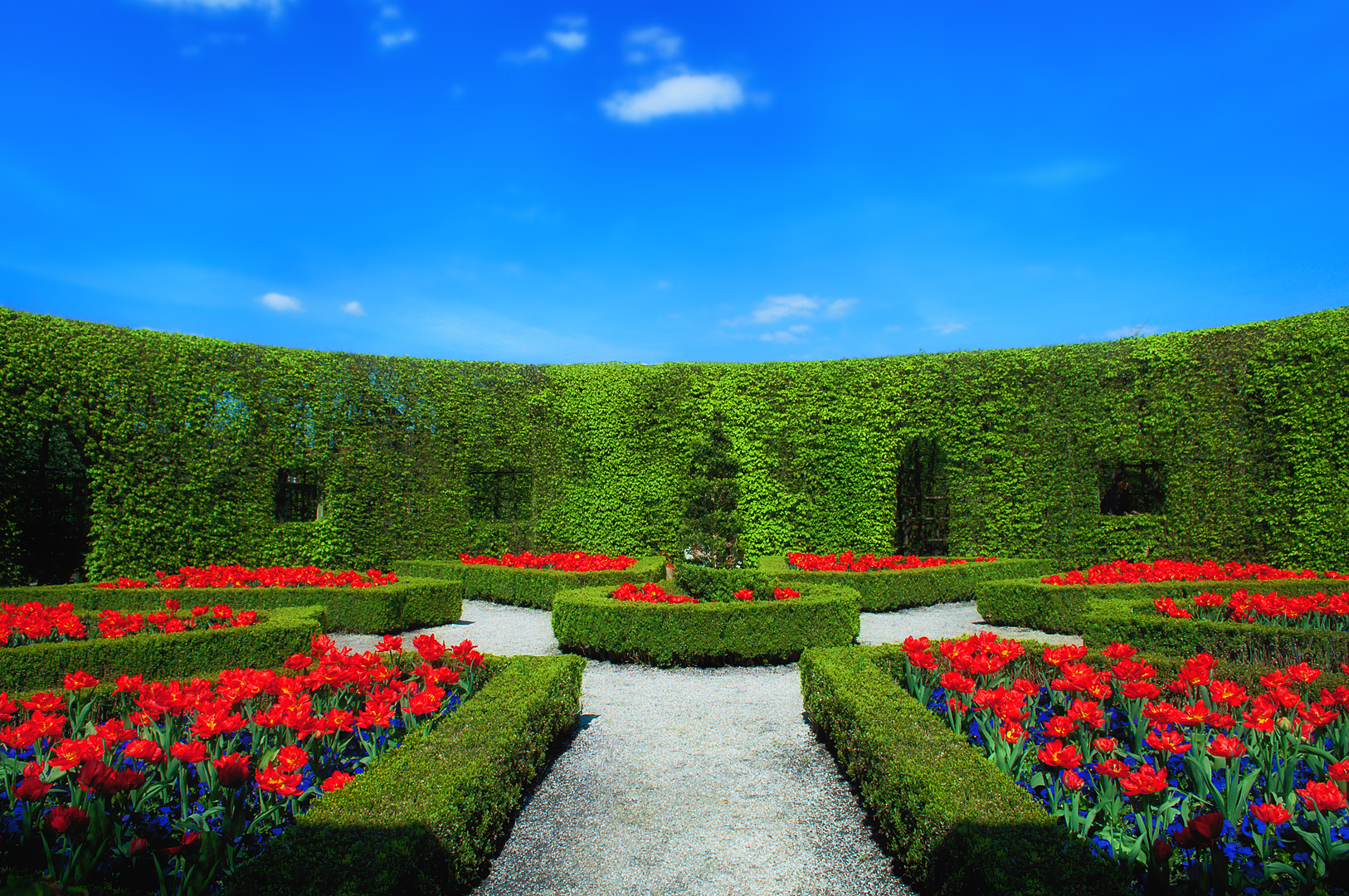
Kleurrijke borders
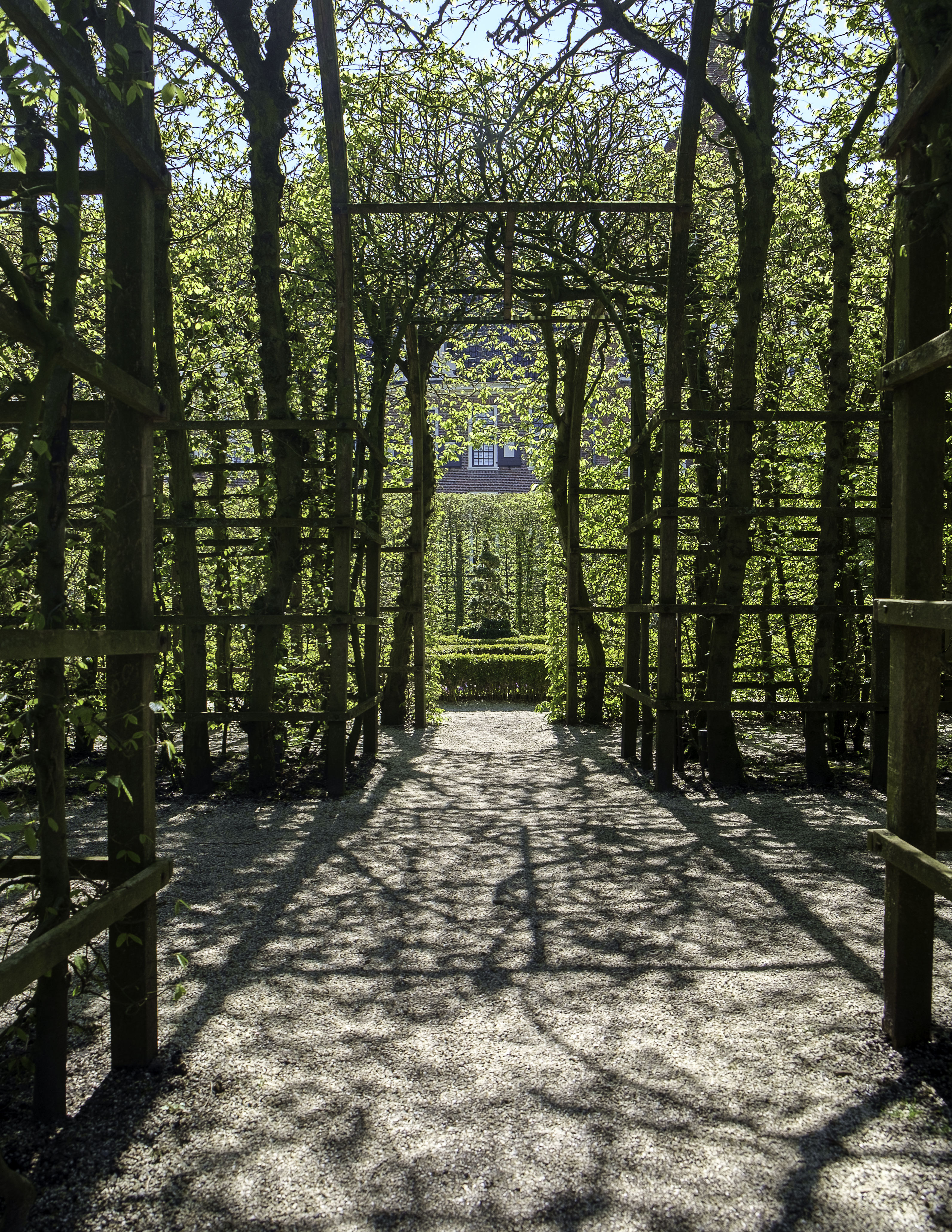
Interne structuur van een van de berceau's
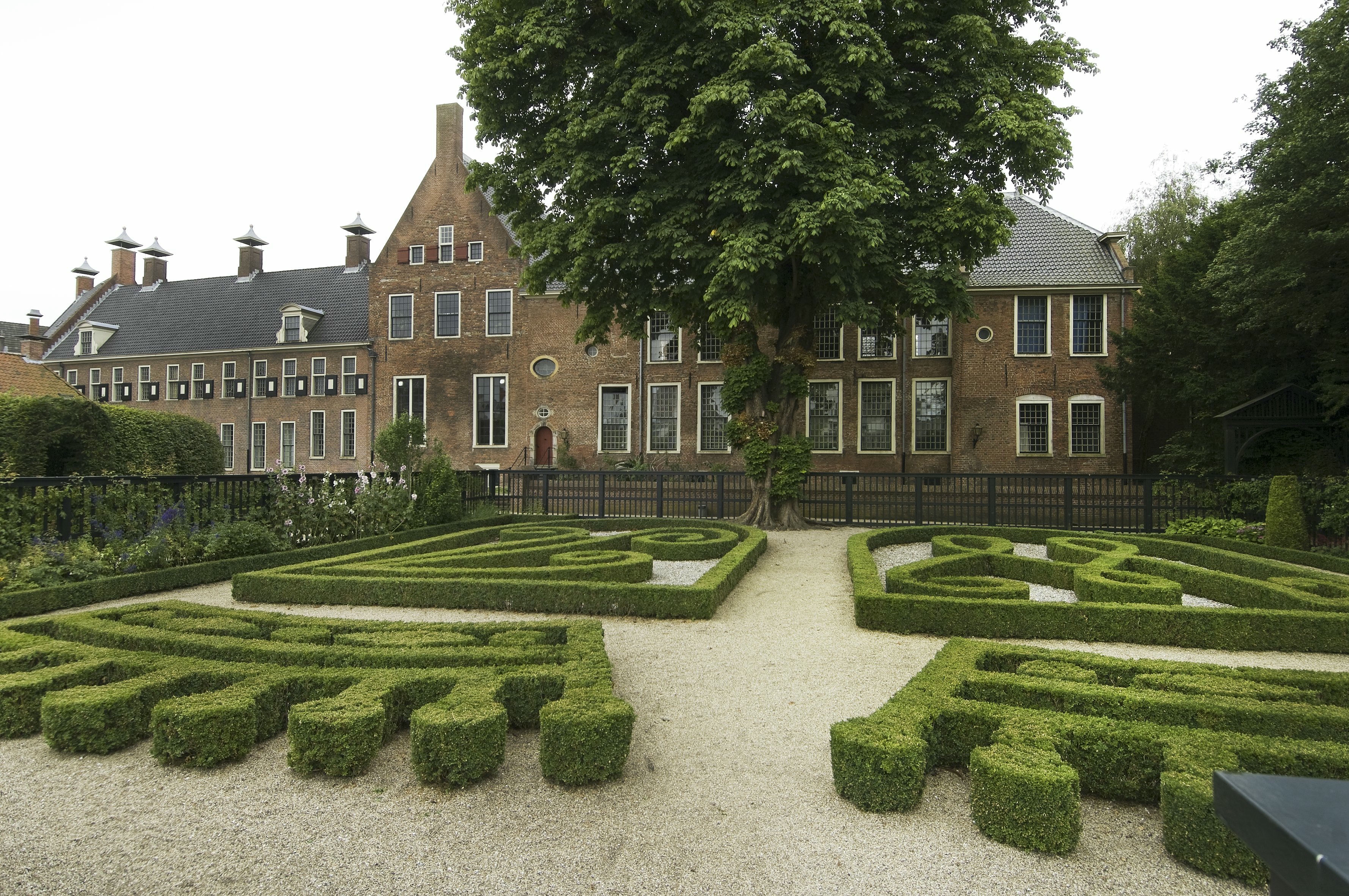
Perk met gestileerde en gekroonde letters W en A (ondersteboven gezien)
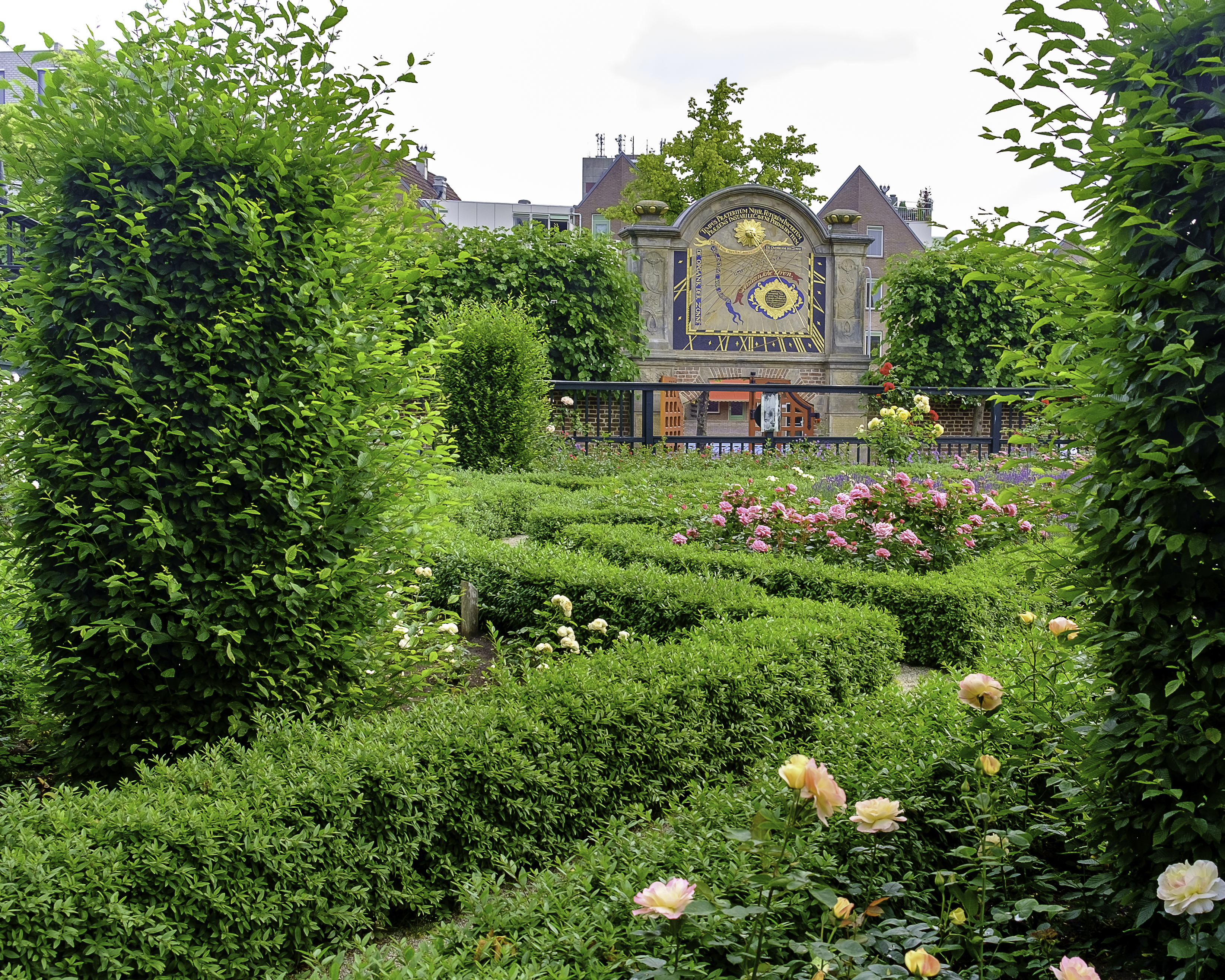
Doorkijkje naar de zonnewijzer
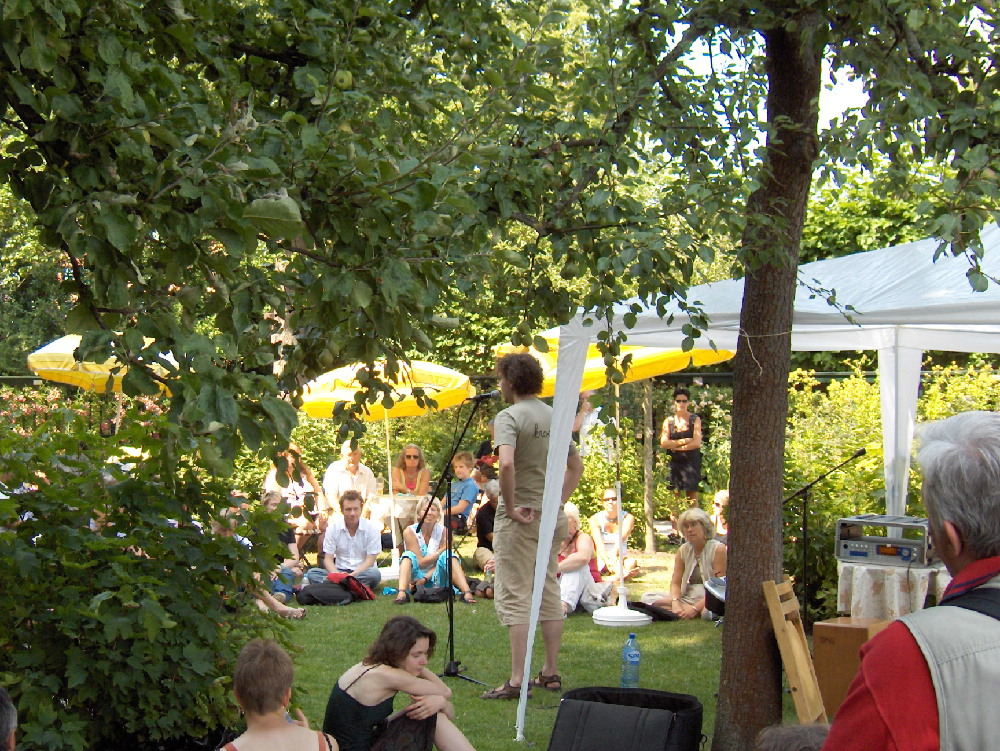
Dichters in de Prinsentuin

## Trivia
- Het album Botanical Gardens van de Amerikaanse zanger Don McLean gebruikt een foto van de Prinstentuin op de cover.